# Усманов, Арби Усманович
Арби́ Усма́нович Усма́нов (род. 7 ноября 1942, Богачерой, Чечено-Ингушская АССР) — чеченский писатель и поэт, переводчик, драматург. Член Союзов писателей Чечни и России, Заслуженный работник культуры Чечни, председатель Совета по культуре при Главе Чеченской Республики, Почётный гражданин Чеченской Республики.

## Биография
Родился 7 ноября 1942 года в селении Богачерой Чеберлоевского района Чечено-Ингушской АССР. Его отец пропал без вести на фронте незадолго до его рождения. 23 февраля 1944 года был депортирован вместе с другими чеченцами. В годы депортации проживал в колхозе имени Абая, а затем в селе Кировское Талды-Курганского района Талды-Курганской области Казахской ССР. В 1960 году окончил Кировскую среднюю школу.
После окончания школы вернулся на родину. В 1960 году поступил в Чечено-Ингушский педагогический институт. Через год перевёлся на заочное отделение и начал работать учителем начальных классов Комсомольской средней школы Грозненского района. В 1964—1966 годах работал учителем русского языка и литературы, чеченского языка и литературы в Кень-Юртовской средней школе Грозненского района. В 1966 году окончил институт по специальности «Русский язык и литература, чеченский язык и литература».
В 1966 году был призван в армию. В 1968 году, после окончания службы, поступил на работу в Министерство культуры ЧИАССР. В 1972 году стал директором Чечено-Ингушского республиканского музея изобразительных искусств. С 1985 года — директор Чечено-Ингушского государственного ансамбля танца «Вайнах». С 1991 года был заместителем генерального директора производственного объединения «Чечентрикотажбыт».
После окончания активных боевых действий в Грозном в 1995 году работал директором Объединённого музея имени Халида Ошаева, начальником отдела Министерства культуры, заместителем министра культуры.
После начала Второй чеченской войны в 1999 году работал в различных гуманитарных организациях. С января 2010 года — главный редактор профсоюзной газеты «Вести профсоюзов». В 2014 году был избран руководителем общественного совета при Министерстве культуры Чечни.
В 2013 году награждён Медаль «За заслуги перед Чеченской Республикой».
В 2016 году ему было присвоено звание Почётный гражданин Чеченской Республики. В 2017 году был избран Председателем Совета по культуре при Главе Чеченской Республики.
В 2022 году награждён Почётным знаком «За трудовое отличие».

## Литературная деятельность
Начал пробовать себя в литературе в 1970-х годах. Одними из первых его произведений были три пьесы для театра кукол: «Тайна пещеры», «Непобеждённая песня» и «Что ищешь, то найдёшь», по которым многие годы ставились спектакли для детей. Его стихи, рассказы и публицистика публикуются в местных журналах и газетах «Орга», «Вайнах», «Вести республики», «Грозненский рабочий», «Вести профсоюзов», «Даймохк» и других.
Для Чеченского государственного драматического театра им. Х. Нурадилова и Республиканского детского театра кукол перевёл на чеченский язык более тридцати пьес русской и зарубежной классики. Среди них «Дело» Александра Сухово-Кобылина, «Ревизор» Н. Гоголя, «Бравый солдат Швейк» Ярослава Гашека (пьеса Мималта Солцаева), «Энергичные люди» В. Шукшина, «Забыть Герострата!» Г. Горина, «Мы, нижеподписавшиеся», «Протокол одного заседания» А. Гельмана, «Эх, вы, мужчины» А. Кулиева, «Сват» К. Мухамеджанова, «Борьба» М. Солцаева и М. Гешаева, «Асхаб Бендер» С. Чахкиева, «Маленькая Баба-Яга» Ю. Коринца, «Золотой осёл Насреддина» Ш. Казиева, «Чинчраквела» Г. Нахуцришвили, «Ханума» Авксентия Цагарели и другие.